# Glenelg Tigers
Die Glenelg Tigers waren eine professionelle Basketball-Mannschaft der australasischen National Basketball League (NBL) aus der im australischen Bundesstaat South Australia gelegenen Stadt Adelaide. Das Team gründete sich 1960 und war an der Premierensaison der NBL im Jahre 1979 beteiligt. Nach dieser Saison zog sich das Team aus der NBL zurück und trat in den folgenden Jahren in der halbprofessionellen South East Australian Basketball League, ab 2018 umbenannt in NBL1 Central, an. Dabei traten sie ab 1981 als Noarlunga City Tigers an und vereinigten sich 2003 mit den Adelaide Southern Suns zu den Southern Tigers.

## Erfolge
NBL1 Central
- Meister/Männer (5): 1976, 1977, 1992, 1993, 1998
- Meister/Frauen (6): 1978, 1979, 1984, 1985, 1986, 1996

## Saisonbilanzen in der NBL
- Meister der NBL
- Vizemeister der NBL

| Saison | Platz | Spiele | Siege | Niederlagen | Siegquote in % | PlayOffs           |
| ------ | ----- | ------ | ----- | ----------- | -------------- | ------------------ |
| 1979   | 9     | 18     | 3     | 15          | 16,7           | nicht qualifiziert |

## Trainerhistorie in der NBL
- Alan Dawe 1979